# 博文北
博文北（英语：Balwyn North）是澳大利亚维多利亚州的一个郊区，由墨尔本下属的博伦达拉市管理。博文北区的西北部被称为贝尔维尤（Bellevue），东部则被称为格瑞索恩（Greythorn），全区位于墨尔本市中心以东10公里处。根据2016年人口普查，博文北共有20406名居民。

## 历史
博文北所在的土地曾属于Wurundjeri人。二战后，该区属于墨尔本首批开发的郊区，建有大量低密度住宅区和少量商业区。博文北邮局开业于1937年4月1日，但随着1941年新的博文北邮局的落成被重命名为伯克路邮局。1974年，澳大利亚乐队Skyhooks的歌曲《Balwyn Calling》讽刺了这个郊区。
虽然从十九世纪三十年代开始就有人居住，但格瑞索恩的开发比博文北稍晚。1938年到1954年格瑞索恩公园周围的地区一直是野生动物保护区。格瑞索恩邮局于1951年开业，格瑞索恩小学则于1953年落成，占地约两公顷。
博文北今天能成为墨尔本富人区之一的主要因素是周边中产阶级家庭的移居。宽大的街区和优秀的教育资源是吸引这些家庭的主要因素。 

## 教育
博文北区建有格瑞索恩小学（Greythorn Primary School）、博文北小学（Balwyn North Primary School）、波隆达拉公园小学（Boroondara Park Primary School）等多所小学。博文中学（Balwyn High School）则是当地名列前茅的公立中学，尤其受到新移民们的青睐，其学区内的房价比其他地区高出数十万澳元。

## 购物
区内的主要购物区位于唐卡斯特路（Doncaster Road）和布林路（Bulleen Road）的交汇处，被称为“村庄”（The Village）。其他购物区包括格瑞索恩购物中心（Greythorn Shopping Centre），东博文购物中心（East Balwyn Shopping Centre）和贝尔莫尔高地购物中心（Belmore Heights Shopping Centre）。

## 交通
墨尔本东部高速公路（Eastern Freeway）从该区北部穿过，48号有轨电车则服务该区的西南部，终点站设在博文路（Balwyn Road）和唐卡斯特路（Doncaster Road）的交汇处。除此之外，区内还设有多条连接墨尔本市中心和博士山、坎伯韦尔、唐卡斯特等郊区的公交线路。
近日本地居民和地方议会都发出了呼吁，要求把48号电车线路的终点站从目前的位置延伸到唐卡斯特停车换乘设施（Doncaster Park and Ride）甚至唐卡斯特购物中心（Doncaster Shopping Centre）。